# Clubiona alpicola
Clubiona alpicola là một loài nhện trong họ Clubionidae.
Loài này thuộc chi Clubiona. Clubiona alpicola được Wladislaus Kulczynski miêu tả năm 1882.